# Chacraraju
El Chacraraju o Chacaraju es una montaña de la Cordillera Blanca, que forma parte de los Andes Peruanos. Está formada por dos cimas. La más alta, la oeste o Chacraraju oeste, tiene 6.108 m s. n. m. y la este o Chacraraju este tiene 6.001 m. Se encuentra en el parque nacional Huascarán.

## Oronimia
Del quechua Chacra: campo surcado; y raju: nevado; de modo que: Chacraraju significa: Nevado que parece cultivado o nevado surcado.

## Ascenso
La cima oeste fue escalada por vez primera el 31 de julio de 1956, por Maurice Davaille, Claude Gaudin, Raymond Jenny, Robert Sennelier, Pierre Souriac y Lionel Terray por la cara norte/arista noreste. Se conquistó la cima este el 5 de agosto de 1962 por René Dubost, Paul Gendre, Guido Magnone, Jacques Soubis y Lionel Terray; siguieron la arista noreste/cara este.

## Expediciones destacadas
| Primera expedición Francesa Chacraraju cima Oeste (cara NE) | Maurice Davaille, Claude Gaudin, Raymond Jenny, Robert Sennelier, Pierre Souriac y Lionel Terray | Francia | 1956 Segunda ascensión Chacraraju cima Oeste (arista Norte) H. Abrons, D. Doody, T. Frost & L. Ortenburger SUIZA.EEUU 1964 | |               |                                                                                                  |        |      |
| Segunda expedición Francesa Chacraraju cima Este.           | René Dubost, Paul Gendre, Guido Magnone, Jacques Soubis y Lionel Terray                          | Francia | 1962 | Primera escalada Chacraraju cima Oeste (cara Sur) John Bouchard, Marie-Odile Meunier EEUU - FRA 1977 Segunda escalada Chacraraju cima Oeste (cara Sur). | Chacraraju 78 | Carlos Gallego, Antonio Trabado, Ignacio Hernández, Javier Donés y Miguel Angel Vidal Paco Pavón | España | 1978 |